# Hao Ting
Hao Ting (Yancheng, 23 de março de 2001) é uma ginasta rítmica chinesa.

## Carreira
Hao começou o balé quando tinha seis anos, mas mudou para a ginástica rítmica quando tinha oito anos. Ela foi selecionada para competir pelo grupo chinês no Campeonato Mundial de 2019 ao lado de Guo Qiqi, Hu Yuhui, Huang Zhangjiayang, Liu Xin e Xu Yanshu. Hao competiu na rotina de 3 aros + 4 maças, mas não na rotina de 5 bolas. O grupo chinês terminou em sétimo na final geral. Além disso, o grupo de 3 aros + 4 maças se classificou para a final do evento, onde terminou em oitavo.
Ela ganhou uma medalha de bronze no grupo geral e uma medalha de prata em 5 aros na Copa do Mundo de Pesaro de 2022. Ela competiu no Campeonato Mundial de 2022 em Sofia e ajudou o grupo chinês a terminar em sétimo no geral. Nas finais do evento, eles terminaram em sétimo em 5 aros e em quarto em 3 fitas + 2 bolas.
Nos Jogos Olímpicos de Verão de 2024, em Paris, conquistou a medalha de ouro na competição de grupos da ginástica rítmica, ao lado de Guo Qiqi, Huang Zhangjiayang, Wang Lanjing e Ding Xinyi.